# ハンボグド
ハンボグド（モンゴル語: Ханбогд、ᠬᠠᠨᠪᠣᠭᠳᠤ  転写:Khanbogd）は、モンゴル国ウムヌゴビ県にあるソム。

## 概要
モンゴル国南部に位置するこの地にはオユトルゴイ鉱山が存在している。この鉱山は町の中心部から40キロメートル (25 mi)程南西に位置している。
また、デムチギイン・ヒイド（モンゴル語: Дэмчигййн Хийдийн）と云う、ドルドゥイティン・ダンザンラブジャーによって建てられた墓所がある。1937年に一旦破壊されたものの、オユトルゴイ鉱山の運営元によって建て直された。
また、オユトルゴイ鉱山の開発に伴って、ハンブンバト空港が2013年2月に開港した。

## 生活
元々、オユトルゴイ鉱山が開発される前の2001年には人口も2400人と少なかったが、その後人口が大幅に増加している。その一方で生活環境は鉱山開発とそれに伴う空港等の開発によって悪化している上に、オユトルゴイ鉱山やイラク丘と云った鉱山の恩恵に与る事が出来た人物と出来なかった人物とで格差が発生している。
また、日本の政府開発援助によって2002年に井戸が修復された。